# امین طاهری
امین طاهری (زادهٔ ۵ تیر ۱۳۷۴ در تهران) کشتی‌گیر آزادکار تیم ملی ایران است. وی برندهٔ دو نشان برنز قهرمانی آسیا و همچنین دو برنز قهرمانی زیر ۲۳ سال جهان در وزن ۱۲۵ کیلوگرم شده‌است.

## فعالیت حرفه‌ای ورزشی

### قهرمانی زیر ۲۳ سال جهان ۲۰۱۷
در وزن ۱۲۵ کیلوگرم مسابقات زیر ۲۳ سال جهان در سال ۲۰۱۷ امین طاهری پس از استراحت در دور نخست کامیل کاسکیولک از لهستان را ۱۲–۸ و جری هینو از فنلاند را ۸ بر صفر شکست داد و راهی مرحلهٔ نیمه‌نهایی شد. وی در این مرحله مقابل، ماگومدامین دبیراف از روسیه با نتیجهٔ ۱۲ بر یک مغلوب شد و برای کسب جایگاه سوم میهالی ناگی از مجارستان را با امتیاز فنی عالی (۱۰–۰) مغلوب کرد و صاحب مقام سوم و مدال برنز شد.

### قهرمانی آسیا ۲۰۱۸
امین طاهری در مسابقات دستهٔ وزن ۱۲۵ کیلوگرم قهرمانی آسیا که در بیشکک برگزار گردید پس از یک دور استراحت، مقابل مراد رامانوف از قرقیزستان با حساب ۱۰ بر صفر به پیروزی رسید اما در دور ماقبل پایانی به داویت مودزماناشویلی کشتی‌گیر گرجستانی الاصل و دارندهٔ مدال برنز جهان از ازبکستان با نتیجهٔ ۳ بر ۰ باخت و به دیدار رده‌بندی برای کسب جایگاه سوم این دسته رفت. وی در این دیدار با نتیجهٔ ۱۴ بر ۴ صحبت بیلیف از ترکمنستان را مغلوب کرد و سوم شد.

### قهرمانی زیر ۲۳ سال جهان ۲۰۱۸
طاهری برای دومین بار در سال ۲۰۱۸ در رقابت‌های زیر ۲۳ سال جهان حضور یافت و به نشان برنز وزن ۱۲۵ کیلوگرم رسید. او ابتدا مقابل گئورگی نوگایف از اسلواکی با نتیجهٔ ۷ بر صفر پیروز شد و سپس از سعید گامیدوف، نمایندهٔ تیم روسیه با حساب ۳ بر ۲ شکست خورد و با توجه به حضور این کشتی‌گیر روس در دیدار پایانی، طاهری شانس کسب نشان برنز را به دست آورد. طاهری برای کسب این مدال ابتدا توماس هیلدنبراندت از کانادا را به آسانی و با امتیاز فنی عالی (۱۰ بر صفر) از پیش رو برداشت و سپس مقابل الکاسندر کولدوفسکی از اوکراین با نتیجهٔ ۵ بر یک پیروز شد و در آخرین رقابت نیز کامیل کوچیولیک از لهستان را ۸ بر صفر (ضربه فنی) شکست داد و به مدال برنز دست یافت.

### قهرمانی آسیا ۲۰۲۱
در وزن ۱۲۵ کیلوگرم امین طاهری پس از استراحت در دور اول، در دور دوم با نتیجه ۱۱ بر صفر عمر سارم از سوریه را مغلوب کرد و به مرحله نیمه نهایی راه یافت. وی در این مرحله مقابل آیال لازارف از قرقیزستان با نتیجه ۶ بر ۴ ضربه فنی شد و به دیدار رده بندی رفت. وی در این دیدار با نتیجه ۱۰ بر صفر دانگ هوانگ کیم از کره جنوبی را شکست داد و صاحب مدال برنز شد.